# Horațiu Rădulescu
Horațiu Rădulescu (Bucarest, Romania, 7 de gener, de 1942 a  – París, França, 25 de setembre, 2008), va ser un compositor romanès-francès.
Va estudiar al Conservatori de Bucarest amb Tiberiu Olah, Ștefan Niculescu i Aurel Stroe. Després de completar els seus estudis, va marxar a França, i més tard va viure a Alemanya i Suïssa. Horațiu Rădulescu va ser un compositor conegut arreu del món, i fins i tot Olivier Messiaen va destacar les qualitats de les seves composicions.

## Obres (selecció)
- op. 7 "Taaroa", per a orquestra
- op. 82 Sonata per a piano núm. 2 l'ésser i el no-ésser es van crear mútuament
- op. 86 Sonata per a piano núm. 3 perduraràs per sempre
- op. 92 Sonata per a piano núm. 4 com un pou... més antic que Déu